# Phoenoderus
Phoenoderus är ett släkte av skalbaggar. Phoenoderus ingår i familjen vivlar.
Kladogram enligt Catalogue of Life:
| Phoenoderus | \| \| Phoenoderus denticollis \| \| \| \| \| \| Phoenoderus distinctus \| \| \| \| |
|             | \| \| Phoenoderus denticollis \| \| \| \| \| \| Phoenoderus distinctus \| \| \| \| |
|             | Phoenoderus denticollis                                                            |
|             |                                                                                    |
|             | Phoenoderus distinctus                                                             |
|             |                                                                                    |